# 6846 Кансадзан
6846 Кансадзан (6846 Kansazan) — астероїд головного поясу, відкритий 22 жовтня 1976 року.
Тіссеранів параметр щодо Юпітера — 3,499.
Названо на честь Кан Садзана (яп. かんさざん(菅茶山) кансадзан, 1748-1827) - поета-японця, що писав вірші китайською.